# Елабужский район
Ела́бужский райо́н (тат. Алабуга́ районы́) — административно-территориальная единица и муниципальное образование (муниципальный район) в составе Республики Татарстан Российской Федерации. Находится на северо-востоке республики. Административный центр — город Елабуга, расположен в 215 км от Казани и 26 км — от Набережных Челнов.
Археологические исследования показывают, что Елабужское городище возникло на месте впадения реки Тоймы в Каму во времена Волжской Булгарии. В 1236 году эти земли стали частью Золотой Орды. В 1780 году в результате административной реформы село получило статус города и название Елабуга, на тот момент он входил в состав одноимённого уезда Вятского наместничества. С марта 1921 года город был в состав Елабужского, а впоследствии — Челнинского кантонов ТАССР. Елабужский район был впервые образован 10 августа 1930 года из города Елабуги и Елабужской, Костенеевской и Черкасовской волостей Челнинского кантона. В XX веке границы района неоднократно менялись.
В районе расположена ОЭЗ «Алабуга» — самая большая и успешная особая экономическая зона промышленно-производственного типа в России. Площадка была открыта в 2006 году для развития региональной экономики и привлечения инвестиций и на 2020 год насчитывает 57 компаний-резидентов (33 — действующих). В 2020-м объём инвестиций резидентов в региональную экономику составил около 175 млрд рублей.

## География
Елабужский район находится на северо-востоке республики и граничит с Менделеевским, Мамадышским, Нижнекамским, Тукаевским районами, городским округом Набережные Челны и Удмуртской Республикой (Граховский и Кизнерский районы). Обладает умеренно-континентальным климатом и чёткими сезонами года: жарким летом и холодной зимой. Крупнейшие реки района — Кама, Вятка, а также их притоки (общей длиной более 20 км):
- бассейн Камы — Тойма, Танайка, Юрашка (приток Тоймы), Каринка, Криуша;
- бассейн Вятки — Умяк, Анзирка, Юрашка (приток Адамки)[10].

На территории района расположен участок национального парка «Нижняя Кама», где соединяются природные зоны смешанных лесов, тайги и луговых степей. Здесь представлен разнообразный растительный покров — лесные массивы соседствуют с лесостепью и пойменно-луговым ландшафтом и преобладают светло-серые, серые лесные, дерново-подзолистые почвы. В национальном парке произрастают 620 видов растений, 80 видов лишайников и другая флора. Здесь обитают 65 видов растений, 153 вида птиц и 478 — беспозвоночных, многие из которых занесены в республиканскую и федеральную Красные книги. Одной из основных целей национального парка является сохранение «шишкинских пейзажей» и экологии края. Руководство «Нижней Камы» специально разработало экотропы и экскурсии, некоторые из которых названы в честь полотен художника-елабужанина Ивана Шишкина: «Святой Ключ близ Елабуги», «Красная Горка близ Елабуги», «Корабельная роща». На территории района также расположены археологические комплексы Елабужского городища, Ананьинского могильника и другие объекты историко-культурного наследия.
Вопросы экологии и защиты природы являются важными для администрации и жителей района. Районные активисты обеспокоены состоянием воздуха из-за выбросов, производимых нефтехимическими предприятиями Нижнекамска и Набережных Челнов. В августе 2020 года в рамках федерального проекта «Оздоровление Волги» были реконструированы очистные сооружения на территории ОЭЗ «Алабуга». Таким образом федеральные и республиканские власти надеются уменьшить негативное воздействие предприятий на окружающую среду.

## Флаг и герб
Современный герб Елабужского муниципального района утвердили в 2006 году, а через год — флаг. Геральдические знаки были разработаны авторским коллективом Геральдического совета при президенте республики и внесены в Государственный геральдический реестр Татарстана и России. Современный герб воспроизводит исторические геральдические знаки уездного города 1781 года:
Въ верхней части щита гербъ Вятскiй: въ золотомъ полѣ, изъ облака выходящая рука, держащая натянутый лукъ со стрѣлою, а надъ ней въ верхней части щита крестъ красный. Въ нижней — въ серебряномъ полѣ, сидящiй на пнѣ дятелъ, долбящiй оный, ибо тамъ множество сего рода птицъ.
В центре гербового поля изображён чёрный пень на серебристо-белом фоне и сидящий на нём красный дятел с золотыми глазами и клювом. Пень с птицей расположены на зелёном холме в нижней части полотнища. В основании герба — чёрная кайма, усыпанная белыми гонтами (брусками). Флаг района разработан на основе герба 2006 года. Главный сюжет полотна сохранён, однако в верхней части вместо серебряного фона представлен белый, а зелёный холм заменён на ровное поле. В нижней части полотна чередуются три чёрных и две белых полосы разной ширины. В основе флага — цветное полотнище с отношением ширины к длине 2:3.
Символика геральдических знаков восходит к XVIII веку и подчёркивает историческую и культурную преемственность города и его окрестностей. Центральный мотив геральдики — красная птица на сухом пне — построен на сочетании противоположностей и аллегории битвы добра со злом. Красный дятел символизирует трудолюбие и упорство жителей края. Золото указывает на прочность и благородство, а серебро означает чистоту и благородство. Чёрный цвет в основании полотнища олицетворяет мудрость и благоразумие.

## Этимология
Елабужский район получил своё названия от одноимённого населённого пункта (сейчас — административный центр). Современный город возник во второй половине XVI века как татарское поселение Алабуга. По мнению географа Евгения Поспелова, топоним происходит от тюркского личного имени Алабуга, что могло буквально значит «пёстрый бык». По преданию, так называли камень-валун в русле Камы, мешавший судоходству. Согласно другой легенде, за рекой Тойма находилось большое озеро с названием Алабуга, что в переводе с татарского языка означает «окунь-рыба». В русской транскрипции используется искажённое Елабуга.

## История
В середине XIX века елабужские краеведы профессор Капитон Невоструев и купец Иван Шишкин, отец знаменитого художника, исследуя могильник в селе Ананьино Елабужского уезда, обнаружили остатки древних поселений VIII—III веков до н. э. Это открытие сделало Елабужский край центром изучения археологических культур раннего железного века в Среднем Поволжье и Прикамье. Археологические и исторические исследования ананьинской эпохи продолжились также в советский и пост-советский периоды.
Историки отмечают, что первые тюркские племена появились на территории Татарстана в III—V веках нашей эры. В середине X века земли современного Елабужского района входили в состав Волжской Булгарии. На рубеже X и XI веков булгары построили крепость на месте впадения реки Поймы в Каму для защиты северо-восточных рубежей государства. Крепость имела квадратную форму и башни диаметром 6 и 10 метров. У западной башни был построен минарет, острие которого указывало на Мекку. Остатки южной крепостной башни были восстановлены и укреплены в 1867 по инициативе Ивана Шишкина. Древнее Елабужское городище был важным опорным пунктом в торговом пути в Среднее и Верхнее Прикамье. В 1236 году хан Батыя завоевал булгарские земли и городище вместе с окрестностями вошла в состав Золотой Орды. В 1438-м в результате распада татаро-монгольского государства было образовано Казанское ханство, которое административно делилось на 5 даруг.
Основная часть нынешнего района вместе с Елабугой входила в состав Чувашской (позже переименованной в Зюрейскую) даруги, а северная часть района — в Арскую даругу Казанского ханства. В 1550-х после присоединения Казани к Московскому государству в крае появились русские поселения. В 1614—1616 годах рядом с древним городищем был построен Троицкий монастырь, и часть елабужских земель были его вотчиной.
В 1708 году царство было ликвидировано и образована Казанская губерния и елабужский край вошёл в состав Казанского уезда. В 1780 году Трёхсвятское получило статус города и название Елабуга в составе одноимённого уезда Вятского наместничества (с 1797-го — губернии). К 1916 году Елабужский уезд состоял из 23 волостей и трёх станов. В 1920 году в составе ТАСС был образован Елабужский кантон, который через восемь лет вошёл в состав Челнинского. На момент образования из Елабужской, Черкасовской и Костенеевской волостей Елабужского района 10 августа 1930 года в нём проживали более 100 тысяч человек.
Размеры района регулярно менялись. Сначала с 1931 по 1935 год в Елабужский район входила территория Бондюжского района (его воссоздали в феврале 1935 года). Потом 19 февраля 1944 года из Елабужского района выделили Костенеевский район (через 4 месяца переименован в Мортовский). В 1954 году Мортовский район упразднили, его территория вошла в состав Елабужского района. 1 февраля 1963 года в состав района снова вошла территория упраздненного Бондюжского района, а 15 августа 1985 года из состава района был выделен Менделеевский район.

### Современность
Исполнительный комитет муниципального образования «Елабужский муниципальный район» подконтролен Совету района, главе района и жителям района. Среди основных отделов комитета: ЗАГС, отдел архитектуры и градостроительства, отдел учёта и распределения жилья, сектор по работе с сельскими поселениями, отдел опеки и попечительства, архив и ряд других. С 5 ноября 2020 года должность руководителя исполнительного комитета занимает Нургаянов Ленар Фаридович. Глава Елабужского района и мэр административного центра — Нуриев Рустем Мидхатович.

## Население
Согласно итогам Всероссийской переписи населения 2020 года (из числа указавших национальность), русские составляют 51,9 % населения района, татары — 42,2%. Елабужский район один из 10 районов республики, где русские составляют большинство.
На 2018 год уровень рождаемости на тысячу человек составляла 11 %, смертности — 10,1 %. В 2019-м оба показателя уменьшились; рождаемость составила 10,1 % на 1000 человек, а смертность — 10 %. Таким образом, коэффициент естественного прироста населения в 2019-м составил 0,1. В городских условиях (город Елабуга) проживают 86,29 % населения.
| 2002    | 2003    | 2004    | 2005    | 2006    | 2007    | 2008    |
| ------- | ------- | ------- | ------- | ------- | ------- | ------- |
| 10 785  | ↘10 300 | ↗10 700 | ↘10 489 | ↘10 486 | ↗10 555 | ↗80 742 |
| 2009    | 2010    | 2011    | 2012    | 2013    | 2014    | 2015    |
| ↗81 392 | ↗81 632 | ↗81 797 | ↗82 616 | ↗83 666 | ↗83 698 | ↗84 727 |
| 2016    | 2017    | 2018    | 2019    | 2021    |         |         |
| ↗85 162 | ↗85 596 | ↗85 779 | ↘85 596 | ↘85 475 |         |         |

## Муниципально-территориальное устройство
В Елабужском муниципальном районе 1 городское и 15 сельских поселений и 50 населённых пунктов в их составе.
| №        | Муниципальное образование               | Административный центр | Количество населённых пунктов | Население | Площадь, км² |
| -------- | --------------------------------------- | ---------------------- | ----------------------------- | --------- | ------------ |
| 1e-06    | Городское поселение                     |                        |                               |           |              |
| 1        | город Елабуга                           | город Елабуга          | 2                             | ↗74 149   |              |
| 1.000002 | Сельские поселения                      |                        |                               |           |              |
| 2        | Альметьевское сельское поселение        | село Альметьево        | 3                             | ↘341      |              |
| 3        | Бехтеревское сельское поселение         | село Бехтерево         | 2                             | ↘1103     |              |
| 4        | Большееловское сельское поселение       | село Большое Елово     | 1                             | ↘267      |              |
| 5        | Большекачкинское сельское поселение     | село Большая Качка     | 3                             | ↘631      |              |
| 6        | Большешурнякское сельское поселение     | село Большой Шурняк    | 4                             | ↘491      |              |
| 7        | Костенеевское сельское поселение        | село Костенеево        | 4                             | ↘1023     |              |
| 8        | Лекаревское сельское поселение          | село Лекарево          | 4                             | ↗629      |              |
| 9        | Мортовское сельское поселение           | село Морты             | 1                             | ↘863      |              |
| 10       | Мурзихинское сельское поселение         | село Новая Мурзиха     | 4                             | ↘402      |              |
| 11       | Поспеловское сельское поселение         | село Поспелово         | 3                             | ↗944      |              |
| 12       | Старокуклюкское сельское поселение      | село Старый Куклюк     | 6                             | ↘392      |              |
| 13       | Староюрашское сельское поселение        | село Старый Юраш       | 2                             | →572      |              |
| 14       | Танайское сельское поселение            | село Танайка           | 3                             | ↗2867     |              |
| 15       | Татарско-Дюм-Дюмское сельское поселение | село Татарский Дюм-Дюм | 2                             | ↘260      |              |
| 16       | Яковлевское сельское поселение          | село Яковлево          | 6                             | ↘518      |              |

| №  | Населённый пункт  | Тип     | Население | Муниципальное образование               |
| -- | ----------------- | ------- | --------- | --------------------------------------- |
| 1  | Айталан           | деревня |           | Татарско-Дюм-Дюмское сельское поселение |
| 2  | Альметьево        | село    |           | Альметьевское сельское поселение        |
| 3  | Атиаз             | село    |           | Старокуклюкское сельское поселение      |
| 4  | Бессониха         | село    |           | Яковлевское сельское поселение          |
| 5  | Бехтерево         | село    |           | Бехтеревское сельское поселение         |
| 6  | Большая Качка     | село    |           | Большекачкинское сельское поселение     |
| 7  | Большая Тарловка  | деревня |           | Большекачкинское сельское поселение     |
| 8  | Большие Армалы    | село    |           | Лекаревское сельское поселение          |
| 9  | Большое Елово     | село    | ↘275      | Большееловское сельское поселение       |
| 10 | Большой Шурняк    | село    |           | Большешурнякское сельское поселение     |
| 11 | Верхний Шурняк    | деревня |           | Большешурнякское сельское поселение     |
| 12 | Гари              | село    |           | Бехтеревское сельское поселение         |
| 13 | Елабуга           | город   | ↗73 759   | город Елабуга                           |
| 14 | Казыли            | деревня |           | Костенеевское сельское поселение        |
| 15 | Колосовка         | деревня |           | Танайское сельское поселение            |
| 16 | Костенеево        | село    | ↗533      | Костенеевское сельское поселение        |
| 17 | Котловка          | село    |           | Костенеевское сельское поселение        |
| 18 | Красная Горка     | посёлок |           | Большешурнякское сельское поселение     |
| 19 | Куюк              | деревня |           | Альметьевское сельское поселение        |
| 20 | Лекарево          | село    |           | Лекаревское сельское поселение          |
| 21 | Луговой           | посёлок |           | Поспеловское сельское поселение         |
| 22 | Малоречинский     | посёлок |           | Большекачкинское сельское поселение     |
| 23 | Мальцево          | село    |           | Поспеловское сельское поселение         |
| 24 | Мамыловка         | посёлок |           | Яковлевское сельское поселение          |
| 25 | Мишка-Овраг       | посёлок |           | Старокуклюкское сельское поселение      |
| 26 | Морты             | село    | ↘866      | Мортовское сельское поселение           |
| 27 | Нижний Куклюк     | деревня |           | Старокуклюкское сельское поселение      |
| 28 | Новая Анзирка     | село    |           | Яковлевское сельское поселение          |
| 29 | Новая Деревня     | деревня |           | Лекаревское сельское поселение          |
| 30 | Новая Мурзиха     | село    |           | Мурзихинское сельское поселение         |
| 31 | Покровское        | село    |           | Костенеевское сельское поселение        |
| 32 | Поспелово         | село    |           | Поспеловское сельское поселение         |
| 33 | Свиногорье        | село    |           | Костенеевское сельское поселение        |
| 34 | Сосновый Юраш     | деревня |           | Староюрашское сельское поселение        |
| 35 | Старая Мурзиха    | деревня |           | Мурзихинское сельское поселение         |
| 36 | Старые Армалы     | деревня |           | Лекаревское сельское поселение          |
| 37 | Старый Куклюк     | село    |           | Старокуклюкское сельское поселение      |
| 38 | Старый Юраш       | село    |           | Староюрашское сельское поселение        |
| 39 | Студёный Ключ     | посёлок |           | Старокуклюкское сельское поселение      |
| 40 | Танайка           | село    |           | Танайское сельское поселение            |
| 41 | Тарловка          | село    | ↗442      | город Елабуга                           |
| 42 | Татарский Дюм-Дюм | село    |           | Татарско-Дюм-Дюмское сельское поселение |
| 43 | Токмашка          | деревня |           | Мурзихинское сельское поселение         |
| 44 | Умяк              | деревня |           | Большешурнякское сельское поселение     |
| 45 | Хлыстово          | деревня |           | Танайское сельское поселение            |
| 46 | Черенга           | деревня |           | Яковлевское сельское поселение          |
| 47 | Черкасово         | село    |           | Старокуклюкское сельское поселение      |
| 48 | Чирши             | деревня |           | Яковлевское сельское поселение          |
| 49 | Ядыгар            | деревня |           | Альметьевское сельское поселение        |
| 50 | Яковлево          | село    |           | Яковлевское сельское поселение          |

Упразднённые населённые пункты:
- 2001 год — деревня Моркваши и поселок Красный Яр[44]

## Экономика

### XVIII—XX века
В XVIII—XIX веках население края было занято хлебопашеством, скотоводством, рыбалкой и другими промыслами. В уезде работали винокуренные, стекольные, чугунолитейный, мыловаренный заводы. В XIX веке Елабуга была одним из самых богатых купеческих городов Вятской губернии. К концу столетия купеческое сословие состояло из 600 купцов, наиболее известными из которых были семейства Стахеевых, Ушковых, Черновых. Купец второй гильдии Иван Шишкин служил в Елабуге городской головой. По его инициативе в 1883 году в городе провели первый деревянный водопровод.
Экономическое развитие края в XX веке тесно связано с разработкой нефтяных месторождений. В 1930-х в долине Камы проводились геофизические и геологические исследования, в результате которых около Елабуги обнаружили залегания полезных ископаемых. В 1950—1951 годах здесь начались работы по бурению, и через несколько лет около села Сетяково забил первый фонтан. В 1961-м начало свою работу нефтегазодобывающее управление (НГДУ) «Прикамнефть», сделавшее Елабугу центром нефтедобычи этого региона. Работа проводилась в зоне затопления Нижнекамской ГЭС, что обусловило специфику бурения: впервые в Татарстане скважины стали размещать на специально организованных дамбах и островах. 1970-е годы стали временем наиболее высокой добычи: в 1977-м годовой объём достиг 5867 тысяч тонн. На начало 2000-х «Прикамнефть» занимала второе место среди управлений «Татнефти» по себестоимости тонны добытой нефти.

### Современное состояние
Экономика Елабужского муниципального района представлена сырьевым, производственным и инфраструктурным секторами. Производственный сектор, специализирующийся на машиностроении и пищевой промышленности, является ведущим. Значительную долю в сырьевом секторе играет добывающая промышленность. Инфраструктурная сфера также хорошо развита и имеет высокую инвестиционную привлекательность. В районе расположены крупные предприятия нефтяной промышленности: «Прикамнефть», особое подразделение «Татбурнефть», а также ТНГ «Контур», «ТатРитэкНефть», «Химпромагро». Здесь действуют Елабужский автомобильный завод, промышленные компании «Елабуга УкупрПласт» и ТПК «КамПолиБэг», а также предприятия пищевой промышленности «Эссен Продакшн АГ», известное производством майонеза «Махеев», «Елабужские сласти» и «Кондилайт», «Елабужский мясоконсервный комбинат», «Алабуга Соте» и многие другие.
Аграрный сектор занимает значительную часть экономики района. По данным на 2019 год, площадь сельскохозяйственных угодий Елабужского района превышает 84 тысячи га, 58 тысяч из которых приходятся на пашню. Среди крупных районных предприятий «Колос», Елабужское хлебоприёмное предприятие, агрофирма «Новый Юраш», «Светлая Долина», «АйДжиЭсАгро», «Мир» и ряд крестьянских фермерских хозяйств.
За январь-апрель 2020 года средний уровень зарплаты в Елабужском районе составил 42 тысяч рублей, в то время как в целом по Татарстану эта сумма лишь немного превысила 37 тысяч. Среди муниципальных образований с городским административным центром Елабужский район занимает третье место. Уровень безработицы в крае составляет 4,63 %. Этот показатель значительно вырос после первой волны коронавирусной пандемии. Так, только в период с 1 апреля по 1 июня 2020 года уровень безработицы в крае вырос в три раза. Ожидается, что после эпидемии ситуация постепенно нормализуется.
Сельское хозяйство находится в числе приоритетных направлений развития и привлечения инвестиций. Основной акцент делается на животноводстве, которое является основным источником дохода сельских хозяйств в непахотный сезон. В 2020 года в Елабужском районе началась реализация масштабного проекта по строительству молочного комплекса «Мир», рассчитанного на 2200 голов скота. Первые 408 коров голштинской породы доставили из Дании в Елабужский район в июле. Общий объём инвестиционных вложений в «Мир» составил 620 млн рублей. Планируется, что молочный комплекс будет производить до 50 тонн молока в сутки. Глава района Рустем Нуриев считает, что строительство комбината будет способствовать развитию сельского хозяйства и инвестиционного потенциала региона.
Елабуга является одним из ведущих туристических направлений Татарстана: в 2018 году город посетили более 500 тысяч человек, а в 2019-м она стала третьим по посещаемости республиканским центром после Казани и Свияжска. Власти города и района планируют развивать туристический бизнес и инфраструктуру.

### Инвестиционный потенциал
Елабужский район входит в десятку самых крупных и перспективных промышленных регионов Татарстана: в рейтинге социально-экономического развития за январь-сентябрь он занимает восьмое место. Согласно отчёту Федеральной службы госстатистики по Республике Татарстан, в 2019 году инвестиции в основной капитал района составили около 15 млрд рублей, или 4,2 % от общего объёма инвестиций в Татарстане. За первое полугодие 2020-го район привлёк порядка 5,6 млрд инвестиций в основной капитал без учёта бюджетных средств. Больше всего средств было направлено на машины и оборудование, здания и объекты интеллектуальной собственности. За тот же период в городских округах Елабужского района было введено более 32 тысяч м² жилья, что на 12 тысяч больше чем годом ранее.
Весомый вклад в развитие экономики района вносит ОЭЗ «Алабуга» — самая большая и успешная особая экономическая зона промышленно-производственного типа в России. ОЭЗ площадью почти 4 тысячи га была открыта в 2005 году для развития региональной экономики и привлечения инвестиций. На территории «Алабуги» функционируют три индустриальных парка, офисный центр, корпоративный университет и построена необходимая инженерная и социальная инфраструктура. На 2020 год с «Алабугой» сотрудничают 57 компаний-резидентов (33 действующих предприятий), среди которых Ford, Rockwool, Armstrong, 3M, Kastamonu, Hayat, Air Liquide, Şişecam и другие. В 2020-м общий объём вложенных инвестиций резидентов составил более 175 млрд рублей. Среди условий ОЭЗ — налоговые и таможенные льготы, низкие цены на аренду, близость федеральной трассы М7. В ближайшие годы руководство ОЭЗ планирует привлечь вдвое больше резидентов и создать благоприятные условия для малого и среднего бизнеса.

### Транспорт
Елабужский район расположен в зоне Набережночелнинской агломерации вблизи совмещённого авто- и железнодорожного перехода через Каму. ОЭЗ и развитый промышленный сектор способствует развитию дорожной сети в регионе. По территории района проходят автодороги федерального значения М-7 (Волга) «Москва — Казань — Уфа» и М-7 «Елабуга — Ижевск — Пермь»; региональные трассы «Набережные Челны — Менделеевск» и подъездные пути между М-7, Елабугой и особой экономической зоной. Районный центр находится в 215 км от Казани и 26 км — от Набережных Челнов.
На юго-востоке района проходит железнодорожная линия Агрыз — Набережные Челны — Акбаш, на северо-западе пролегает ветка к ОЭЗ «Алабуга». Недалеко от административного центра находятся железнодородные станции Тракторная (ст.), Берёзка (ст.). развито судоходство по рекам Кама и Вятка; ближайшие пристани находятся в Елабуге и у села Танайка.

## Социальная сфера
В Елабужском муниципальном районе амбулаторную помощь оказывает Елабужская центральная районная больница, городская поликлиника и Елабужский противотуберкулёзный диспансер. ЦРБ работают врачи 35 специальностей в следующих учреждениях: стационар, родильное отделение, детская поликлиника, травмпункт, дерматолог-венерология, наркология, сельские медучреждения, 23 фельдшерско-акушерских и 3 здравпункта и другие отделения.
В Елабуге и окрестностях возведено 255 спортивных сооружений, в том числе два стадиона, Ледовый дворец, более ста спортивных залов, легкоатлетический манеж, лыжные базы и катки.
В Елабужском районе образовательную деятельность осуществляют 23 общеобразовательных школ, 45 учреждения для дошкольников и четыре среднеспециальных учебных заведения. В Елабуге открыт филиал КПФУ. В январе 2020 года в районном центре прошло совещание на тему развития регионального образования.
В крае работают районный и 28 учреждений культурно-досугового типа и 26 библиотек, а также издаются газеты «Новая Кама», «Алабуга нуры» («Луч Елабуги») на русском и татарском языках. Крупнейшим учреждением культуры района является Елабужский государственный историко-архитектурный и художественный музей-заповедник площадью 131 га. На территории музея-заповедника расположены 184 объекта культурного и исторического наследия, в том числе 6 федерального и 106 республиканского значения. В его состав входят музей истории города, мемориальный дом-музей И. И. Шишкина, литературный музей Марины Цветаевой, Музей уездной медицины имени Владимира Бехтерева, музей современного этноискусства и другие подразделения и учреждения. С 2008 года в заповеднике ежегодно проводится традиционная для этих мест Спасская ярмарка, которая существовала ещё в дореволюционное время.